# Anneliese Krenzlin
Anneliese Krenzlin (* 26. September 1903 in Arnsberg; † 7. März 1993 in Kelkheim) war eine deutsche Humangeographin.
Anneliese Krenzlin legte 1924 in Berlin ihr Abitur ab und begann noch im selben Jahr ein Studium der Geographie, Germanistik und Geschichte an den Universitäten Freiburg, Kiel und Berlin. 1930 wurde sie in Berlin mit der von Norbert Krebs begutachteten Arbeit Die Kulturlandschaft des hannoverschen Wendlands promoviert, 1932 legte sie ihr Staatsexamen ab und leistete danach bis 1934 ihr Referendariat in Berlin ab. 1934 bestand Krenzlin ihr Assessor-Examen und war danach Studienassessorin an verschiedenen Schulen in Berlin. 1936 wurde sie Stipendiatin der Forschungsgemeinschaft der deutschen Wissenschaften, 1939 wissenschaftliche  Assistentin und 1946 Forschungsbeauftragte am Geographischen Institut der Berliner Universität. 1947 wurde sie wissenschaftliche Mitarbeiterin der Hauptverwaltung für Land- und Forstwesen in Berlin. Im folgenden Jahr wechselte sie als wissenschaftliche Assistentin mit Lehrauftrag an die Universität Rostock, 1951 wurde sie dort Dozentin für Geographie. Die Habilitation erfolgte 1950 mit der Arbeit Dorf, Feld und Wirtschaft im Gebiet der großen Täler und Platten östlich der Elbe. 1953 verließ sie die Rostocker Universität und ging 1953 nach Frankfurt am Main. 1956 wurde Krenzlin außerplanmäßige, 1960 ordentliche Professorin für Geographie an der Universität Frankfurt am Main, damit erste Ordinaria im Fach Geographie in der Bundesrepublik Deutschland. In der Position verblieb sie bis zu ihrer Emeritierung 1971.
1971 wurde Krenzlin zum Ausscheiden aus dem aktiven Universitätsdienst die Robert-Gradmann-Medaille für besondere Verdienste auf dem Gebiet der Siedlungsgeographie verliehen, zudem wurde sie Ehrenmitglied der Historischen Kommission zu Berlin und Ehrenvorsitzende der Frankfurter Geographischen Gesellschaft. Einen besonderen Schwerpunkt in ihren Arbeiten nahm die Mark Brandenburg ein. Ihre Forschungen zu den brandenburgischen Siedlungsformen, insbesondere den Dorfformen, waren grundlegend und richtungweisend. In diesen Fragen gilt sie noch immer als die „Klassikerin“.
Krenzlin wurde am 12. März 1993 auf dem Hauptfriedhof in Kelkheim im Taunus beigesetzt.

## Schriften
- Dorf, Feld und Wirtschaft im Gebiet der grossen Täler und Platten östlich der Elbe. Eine siedlungsgeographische Untersuchung (= Forschungen zur deutschen Landeskunde, Band 70). Verlag des Amtes für Landeskunde, Remagen 1952.
- Historische und wirtschaftliche Züge im Siedlungsformenbild des westlichen Ostdeutschland unter besonderer Berücksichtigung von Mecklenburg-Vorpommern und Sachsen (= Frankfurter geographische Hefte, Jahrgang 27/29. 1955). Kramer, Frankfurt am Main 1955.
- Die Agrarlandschaft an der Nordgrenze der Besiedlung im intermontanen British Columbia (= Frankfurter geographische Hefte, Heft 40). Kramer, Frankfurt am Main 1965.
- Die Siedlungsformen der Provinz Brandenburg (= Historischer Atlas von Brandenburg, Neue Folge, Lieferung 2). Colloquium-Verlag, Berlin 1983, ISBN 3-7678-0590-1.
- Hans-Jürgen Nitz und Heinz Quirin (Herausgeber): Beiträge zur Kulturlandschaftsgenese in Mitteleuropa. Gesammelte Aufsätze aus vier Jahrzehnten. Wiesbaden 1983.